# Antonieta Galleguillos
Antonieta Galleguillos Manque (9 de enero de 1990) es una deportista chilena que compitió en judo. Ganó una medalla de bronce en el Campeonato Panamericano de Judo de 2009 en la categoría de –44 kg.

## Palmarés internacional
| Campeonato Panamericano | Campeonato Panamericano  | Campeonato Panamericano | Campeonato Panamericano |
| Año                     | Lugar                    | Medalla                 | Categoría               |
| ----------------------- | ------------------------ | ----------------------- | ----------------------- |
| 2009                    | Buenos Aires (Argentina) | Medalla de bronce       | –44 kg                  |